# Valentin Ostertag

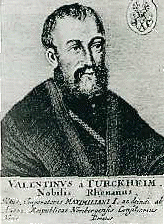
Valentin Ostertag

Valentin Ostertag (* um 1450 wahrscheinlich in Dürkheim; † vor 17. Juni 1507 (Begräbnis) in Nürnberg, auch Dr. j. u. Valentinus Ostertag de Dürcken u. ä. genannt) war ein deutscher Jurist in hohen öffentlichen Ämtern am Übergang vom Mittelalter zur Neuzeit.

## Leben
Valentins in der Literatur üblicherweise als Familienname verwendeter Beiname „Ostertag“ meint den Ostersonntag. Die ältesten Nachrichten über ihn finden sich in der Matrikel der Universität Heidelberg, wo er am 3. April 1470 das Studium der Rechtswissenschaft aufnahm. Nach dem Baccalaureat erwarb er das Licentiat mit akademischer Lehrbefugnis. 1483 ist er als Dekan der Juristischen Fakultät bezeugt. 1493 wurde ihm der Doktortitel beider Rechte (lat. juris utriusque) verliehen.
Anschließend war er einige Jahre an verschiedenen Orten tätig, unter anderem als Rat am Reichskammergericht, dessen Tagungsort zu dieser Zeit Frankfurt am Main war.  Als ihn der römisch-deutsche König Maximilian I. zu seinem Justitiar in Nürnberg bestellte, siedelte er dorthin über. Bei seinem Begräbnis fünf Jahre später läuteten die Glocken von St. Sebald und St. Lorenz. Auf einem Porträt wird er respektvoll als „Nobilis Rhenanus“ (lat. ein vornehmer Mann vom Rhein) bezeichnet.

## Leistungen

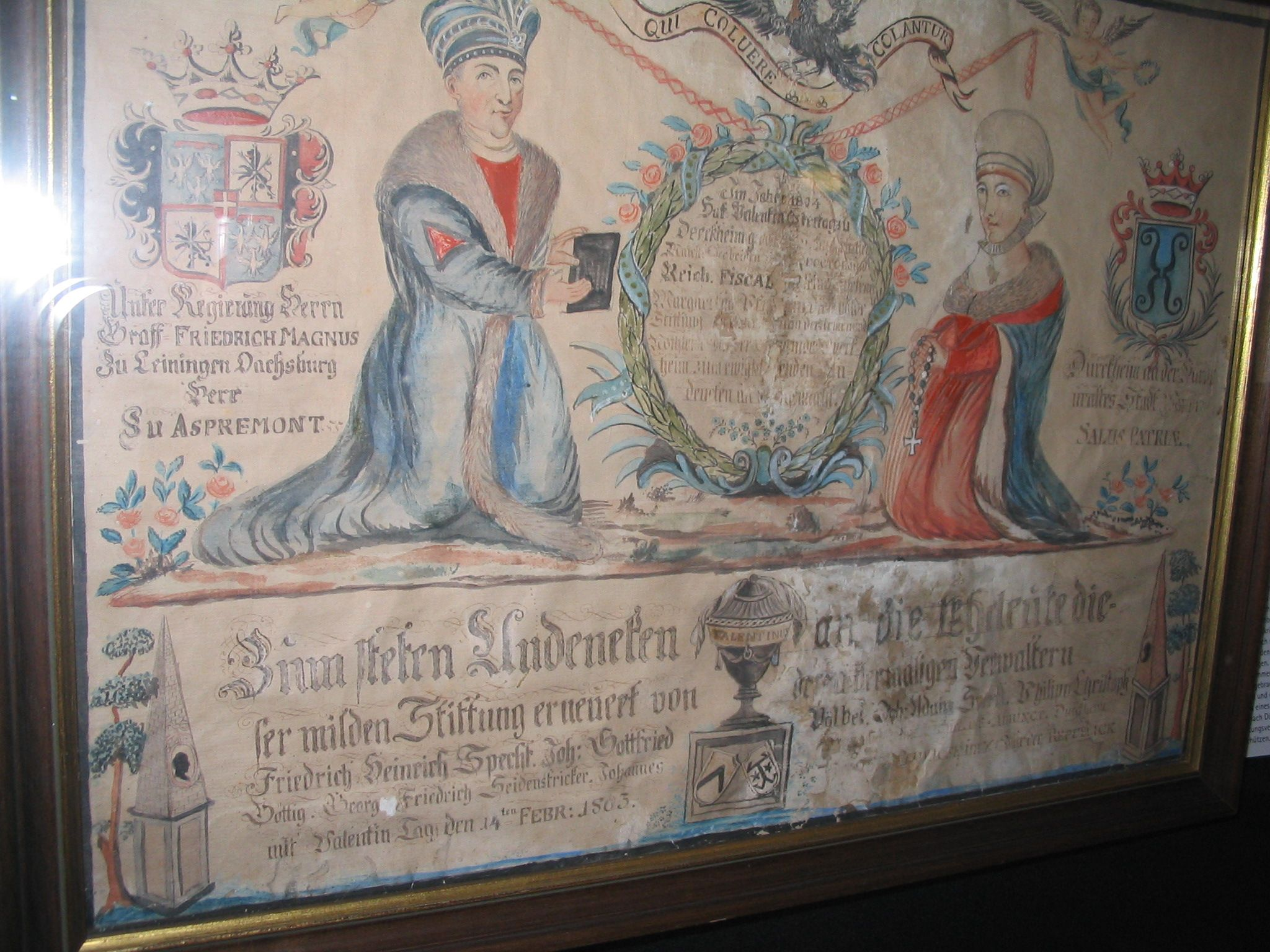
Stifterbild der Eheleute, erneuert 1803

Valentin Ostertag und seine Frau Margarethe hinterließen wohltätige Stiftungen. Die 1519 durch die Witwe mit einem anfänglichen Stiftungskapital von 2000 Goldgulden errichtete Valentin-Ostertag-Stiftung zugunsten der Dürkheimer Einwohner besteht bis heute als älteste private Sozial- und Bibliotheksstiftung. Sechs Männer, die „Sechser“, verwalten die Stiftung. Die Witwe Margarethe, deren Nachname nach zwei weiteren Heiraten schließlich Haller von Hallerstein lautete, testierte 1509 (verloren), 1511 und 1519. Nach deren letztem Testamentszusatz 1529 hatte die Stiftung jedes Jahr folgende Aufgaben zu absolvieren:
- Es sollten „drei fromme Kinder“ mit je 20 Gulden bei der Heirat unterstützt werden.
- Einem Jungen sollte ein Stipendium für ein Studium gewährt werden.
- Am 14. Februar, dem Namenstag des Stifters, sollte jedes Dürkheimer Schulkind zur Erinnerung einen „Veltens-Weck“, also ein Valentins-Brötchen, erhalten.

Im Laufe der Zeit veränderte sich das Stiftungskapital wie auch die Aufgaben der Stiftung. Doch noch heute erhält jeder Dürkheimer Schüler am Valentinstag einen Weck.
Um das Erbe Valentin Ostertags wurde nach Margarethes Tod ein Rechtsstreit durch mehrere Instanzen zwischen deren Verwandten geführt. Dabei war das Hofgericht Heidelberg 1535 erste Instanz, von 1537 bis 1540 lief das Verfahren vor dem Reichskammergericht.